# Euselasia eusepus
Euselasia eusepus is een vlindersoort uit de familie van de prachtvlinders (Riodinidae), onderfamilie Euselasiinae.
Euselasia eusepus werd in 1853 beschreven door Hewitson.